# Creu de terme de Mollerussa
La Creu de terme de Mollerussa és un monument del municipi de Mollerussa (Pla d'Urgell) inclòs en l'Inventari del Patrimoni Arquitectònic de Catalunya.

## Descripció
Creu gòtica de reduïdes dimensions. Es va perdre el basament. El fust és quadrat i és estriat. El capitell és octogonal i esculturat a tres nivells: a la part superior i treballat amb baix relleu, s'hi estableix un seguit de dosserets amb arcs apuntats. Sota d'aquests un arc conopial va decorant cada cara de l'octògon amb un treball d'alt relleu. A la clau d'aquests arcs es forma una creu que al mateix temps fa d'element separador dels dosserets de la part superior. A la part inferior del capitell s'intueix formes figuratives, però no es poden definir per causa de la deterioració.
La creu, sobremuntada damunt del capitell, insereix dins seu una altra creu aconseguida mitjançant el rebaixament de la pedra.

## Història
Originàriament la creu de terme estava situada al final del carrer, via el Palau d'Anglesola, i era on s'acomiadava el dol d'un enterrament. Als anys 70 es va canviar de lloc i es va ubicar al lloc actual, lloc format per un angle en la unió de l'església parroquial amb el campanar. F. Rebolledo pensa que aquesta creu està ubicada al mateix lloc de sempre, és a dir, als afores de la vila quan el nucli habitat encara no s'havia expandit. Aquest anà creixent i la creu quedà dins el seu perímetre, al barri on es troba actualment. Rebolledo data la creu gòtica de l'època de la postguerra i el nus i el fust del segle XIV-XV. L'any 1995, el picapedrer de la Floresta (Lleida) Fèlix Martín, restaurà la base i part del fust. Segons ell, probablement, tot el conjunt és obra del segle passat. En una acta municipal de 25 de maig de 1902, s'acordà fer una creu de pedra nova per col·locar-la en el lloc de la que es va trencar.
Dimensions: total 320cm (sense on està enclavada), fust 193cm, costat 22cm d'amplada, creu 102x65x19'5, nus 125cm de perímetre. Material: pedra sorrenca.